# Tomislav Mužek
Tomislav Mužek (* 28. Mai 1976 in Siegen) ist ein kroatischer Opernsänger (Tenor).

## Leben
Tomislav Mužek wurde als Sohn Gastarbeiter in Deutschland geboren und ist in Ludbreg in SFR Jugoslawien aufgewachsen. Nach dem Mittelschulabschluss in Varaždin studierte er ab 1994 an der Universität für Musik und darstellende Kunst in Wien. Nach dem Gesangsdiplom erhielt er in der Saison 1999/2000 an der Wiener Staatsoper sein erstes Engagement. Im April 1999 gewann er den ersten Preis beim internationalen »Ferruccio Tagliavini« Gesangswettbewerb in Österreich. Daraufhin wurde Mužek bis 2002 als lyrischer Tenor am Bremer Theater engagiert. Dort sang er die Partien Don Ottavio, Alfredo, Rodolfo und Tamino. Seitdem tritt der Tenor als freischaffender Künstler an der Mailänder Scala, der Bayerischen Staatsoper, der Opéra Bastille, der Sächsischen Staatsoper, der Hamburgischen Staatsoper und bei den Bayreuther Festspielen auf. Zu seinem Repertoire zählen Partien des lyrischen Tenorfachs. Tomislav Mužek lebt seit 2003 in Kroatien.